# Hyloscirtus lindae
Hyloscirtus lindae är en groddjursart som först beskrevs av William Edward Duellman och Ronn Altig 1978.  Hyloscirtus lindae ingår i släktet Hyloscirtus och familjen lövgrodor. IUCN kategoriserar arten globalt som sårbar. Inga underarter finns listade i Catalogue of Life.